# Vallée de Fécamp
Vallée de Fécamp je bývalé údolí a pomístní jméno v Paříži ve 12. obvodu.
Toto údolí bylo vyhloubeno potokem Montreuil až k jeho vyústění do Seiny v místě zvaném La Rapée v úrovni mostu Bercy.
Údolí Fécamp je dobře zakresleno a popsáno na Rousselově plánu z roku 1731. Podle tohoto plánu údolí začínalo v místě zvaném střed světa (le milieu du monde), které se nacházelo poblíž dnešní křižovatky rue du Rendez-Vous a bulváru de Picpus. Poté klesalo po ose avenue du Docteur-Arnold-Netter, rue Marsoulan, rue Sibuet a rue de Toul, poté po Croix Rouge (směrem ke stanici metra Michel-Bizot) až ke kabaretu Grande Pinte de Bercy přes dnešní rue de Fécamp před odbočením na západ, přibližně mezi rue de Wattignies a rue des Meuniers, v ose rue des Fonds-Verts.
Název údolí se zachoval v pojmenování ulic Rue de Fécamp a Impasse de la Vallée-de-Fécamp.